# Kommandant des Amerikanischen Sektors von Berlin

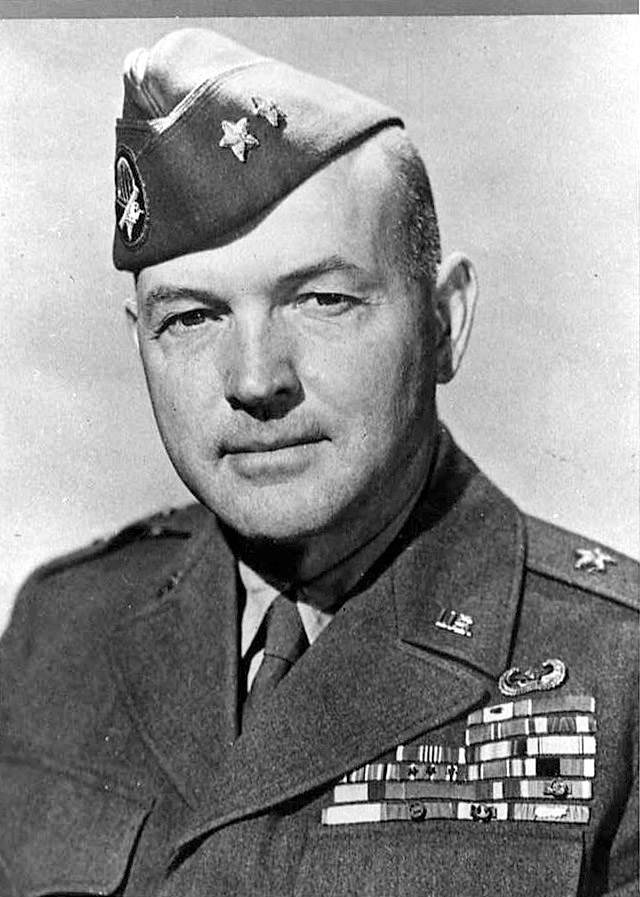
Floyd L. Parks, erster Kommandant des amerikanischen Sektors

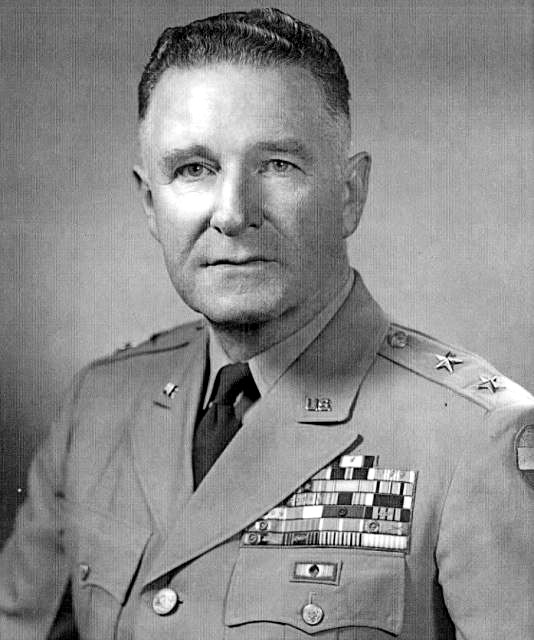
Cornelius E. Ryan, Kommandant des Sektors 1947

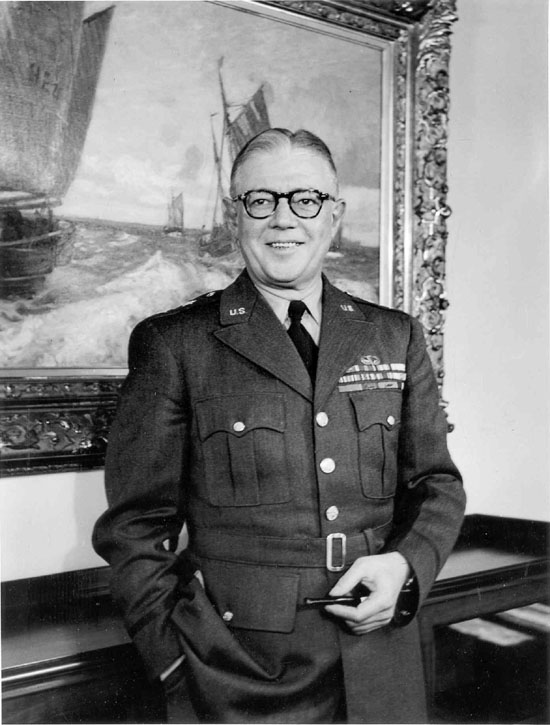
Lemuel Mathewson, Kommandant des Sektors von 1951 bis 1953

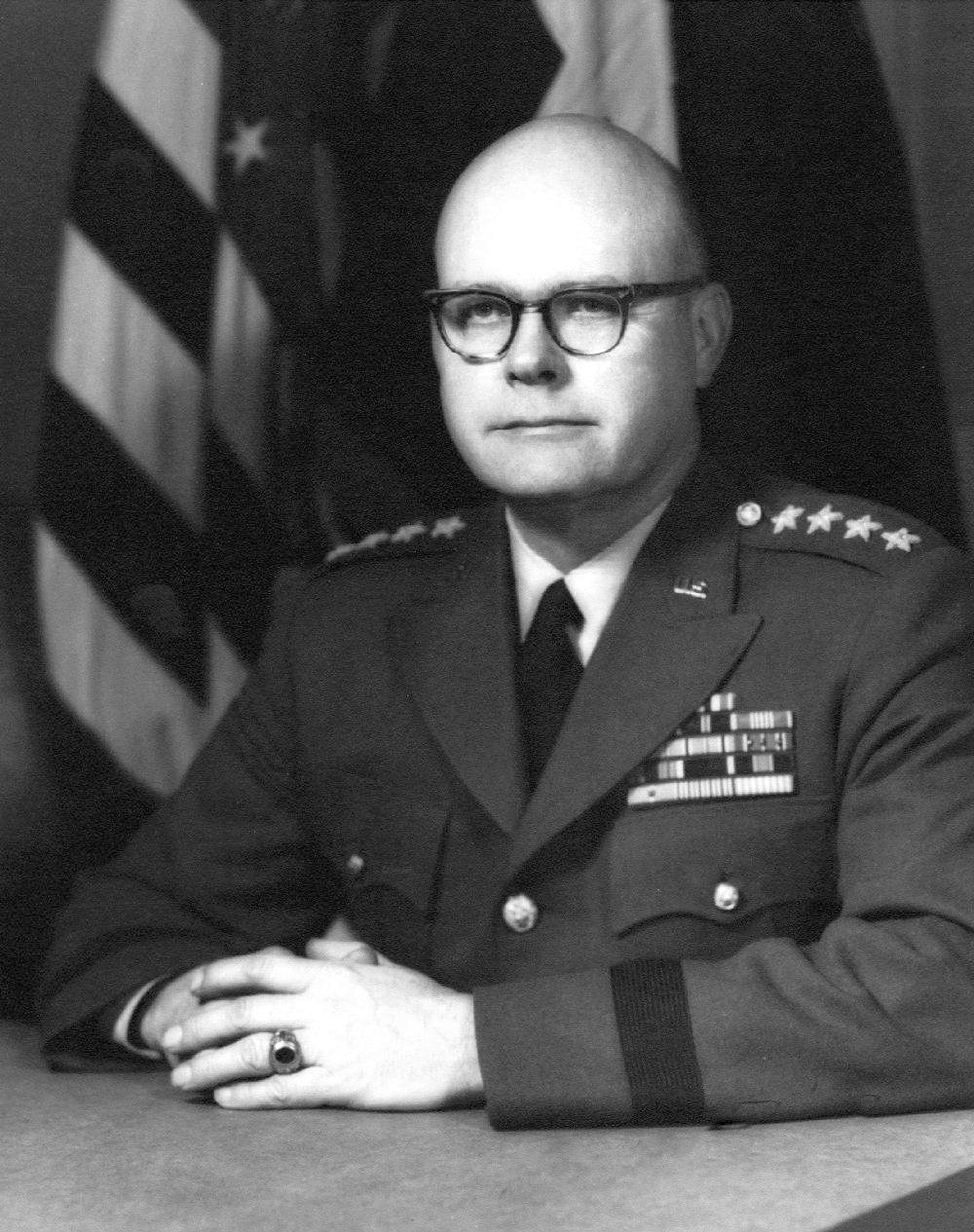
Barksdale Hamlett, Kommandant des Sektors von 1957 bis 1959

Der Kommandant des Amerikanischen Sektors von Berlin war einer der vier Stadtkommandanten von Berlin, der die US Army in der Interalliierten Militärkommandantur (später: Alliierte Kommandantura) vertrat. Die Alliierte Kommandantur war das Organ, mit dem die vier Besatzungsmächte USA, Großbritannien, Frankreich und Sowjetunion nach dem Zweiten Weltkrieg die Kontrolle über die damalige Viersektorenstadt ausübten. Sie war dem Alliierten Kontrollrat unterstellt.

## Die Kommandanten
Kommandanten des Amerikanischen Sektors von Berlin waren:
| Rang           | Name                 | Zeitraum                              |
| -------------- | -------------------- | ------------------------------------- |
| Generalmajor   | Floyd L. Parks       | 4. Juli 1945 – 6. September 1945      |
| Generalmajor   | James M. Gavin       | 6. September 1945 – 11. Oktober 1945  |
| Generalmajor   | Ray W. Barker        | 11. Oktober 1945 – 7. Mai 1946        |
| Generalmajor   | Frank A. Keating     | 7. Mai 1946 – 13. Mai 1947            |
| Brigadegeneral | Cornelius E. Ryan    | 13. Mai 1947 – 23. September 1947     |
| Brigadegeneral | William Hesketh      | 23. September 1947 – 1. Dezember 1947 |
| Oberst         | Frank L. Howley      | 1. Dezember 1947 – 1. September 1949  |
| Generalmajor   | Maxwell D. Taylor    | 31. August 1949 – 31. Januar 1951     |
| Generalmajor   | Lemuel Mathewson     | 1. Februar 1951 – 2. Januar 1953      |
| Generalmajor   | Thomas S. Timberman  | 3. Januar 1953 – 4. August 1954       |
| Generalmajor   | George Honnen        | 5. August 1954 – 9. September 1955    |
| Generalmajor   | Charles L. Dasher    | 10. September 1955 – 3. Juni 1957     |
| Generalmajor   | Barksdale Hamlett    | 4. Juni 1957 – 15. Dezember 1959      |
| Generalmajor   | Ralph M. Osborne     | 20. Dezember 1959 – 3. Mai 1961       |
| Generalmajor   | Albert Watson II     | 4. Mai 1961 – 2. Januar 1963          |
| Generalmajor   | James H. Polk        | Januar 1963 – August 1964             |
| Generalmajor   | John F. Franklin Jr. | September 1964 – Juni 1967            |
| Generalmajor   | Robert G. Fergusson  | Juni 1967 – Februar 1970              |
| Generalmajor   | George M. Seignious  | Februar 1970 – Mai 1971               |
| Generalmajor   | William W. Cobb      | Mai 1971 – Juni 1974                  |
| Generalmajor   | Sam S. Walker        | Juni 1974 – August 1975               |
| Generalmajor   | Joseph C. McDonough  | August 1975 – Juni 1978               |
| Generalmajor   | Calvert P. Benedict  | Juni 1978 – Juli 1981                 |
| Generalmajor   | James G. Boatner     | Juli 1981 – Juni 1984                 |
| Generalmajor   | John H. Mitchell     | Juni 1984 – Juni 1988                 |
| Generalmajor   | Raymond E. Haddock   | Juni 1988 – Oktober 1990              |